# Керпінянка
Керпінянка (рум. Cărpineanca) — село у Гинчештському районі Молдови. Входить до складу комуни, адміністративним центром якої є село Серата-Галбене.

## Населення
За даними перепису населення 2004 року у селі проживали 199 осіб.
Національний склад населення села:
| Національність | Кількість осіб | Відсоток |
| -------------- | -------------- | -------- |
| молдавани      | 150            | 75,4%    |
| українці       | 41             | 20,6%    |
| цигани         | 7              | 3,5%     |
| болгари        | 1              | 0,5%     |
| Всього         | 199            | 100%     |